# Шутрук-Наххунте I
Шутрук-Наххунте I («Ведомый богом Солнца по праведному пути») — царь Элама, правил приблизительно в 1185 — 1155 годах до н. э. В своих надписях он называет себя сыном Халлутуш-Иншушинака. Один из величайших правителей Элама. Его именем названа династия Шутрукидов. 
Подчинил Эламскому государству значительную часть не только Западного Ирана, но и Месопотамии. Совершил победоносный поход на Вавилон, полностью разорив город, взяв с Вавилонии огромную дань и вскоре покончив с местной касситской династия. Среди военной добычи была взята знаменитая стела с законами Хамураппи, найденная потом в Сузах археологами. 

## Деятельность по собиранию памятников ранних царей в Сузах
Оставил после себя огромное количество надписей. Надписи Шутрук-Наххунте позволяют прийти к выводу о характерной для этого эламского царя истинной страсти к коллекционированию памятников. Историкам эта его страсть оказалась очень кстати, потому что царь, как правило, надписывал стелы и тем самым сделал их источниками интересных сообщений. Вряд ли другой эламский правитель переправил в Сузы такое множество памятников в дар храму Иншушинака, как это сделал Шутрук-Наххунте.
Так из Аяхитека (возможно, совр. Исфаган) была привезена стела более раннего царя Пахир-ишшана и надписана Шутрук-Наххунте. Вследствие повреждения надписи и весьма сложной эламской лексики многое в ней, к сожалению, ещё не удалось расшифровать.
Царь прежде всего сообщает в ней, что он приказал перевезти из Аяхитека стелу в Сузы. Затем он продолжает: «Я, Шутрук-Наххунте, сын Халлутуш-Иншушинака, царь Аншана и Суз, умноживший богатства моего царства. Из прежних царей ни один не знал местонахождение (стелы) своих „лесных воинов“. Я, Шутрук-Наххунте, воззвал к своему богу Иншушинаку, так как он покровительствует мне; он внял моей мольбе и указал моим „лесным воинам“ их пристанище». Далее царь сообщает, что с помощью Иншушинака он завоевал ряд городов и местностей (перечисляются Теида, Хашмар, Шахнам и другие, локализация которых не вполне понятна), добрался до Аяхитека и включил завоеванную землю в своё царство. То, что жители этой земли когда-то похитили, он, Шутрук-Наххунте, снова вернул. Конец надписи разрушен и особенно труден для расшифровки. Однако всё же можно разобрать, что среди трофеев, захваченных эламскими воинами, числилось 30 мер меди и 2455 мер зерна (?). И то, что для захвата данной стелы было послано 3415 «лесных воинов».
Стараниями Шутрук-Наххунте в столице оказалась стела из горного Аншана. «Царя, установившего её, я не знаю» — значится в его надписи. Памятная стела Унташ-Напириши из Дур-Унташа также была перенесена в Сузы. Обоснование собирателя стел было обезоруживающим: «Этот памятник был поставлен Унташ-Напиришей в священном округе. По велению бога Иншушинака, я, Шутрук-Наххунте, присвоил себе стелу и поставил её в Сузах перед моим богом Иншушинаком». Один из документов найден в Лияне (совр. Бушир), где сообщается, что построенный Хумбан-нуменой I в Лияне храм, посвященный богине Киририше, снова пришёл в запустение. Шутрук-Наххунте позаботился о том, чтобы его восстановили.
Шутрук-Наххунте I проявлял заботу о сохранении надписей более ранних эламских царей. Когда он намеревался восстановить в Сузах храм Манзат (супруги Симута), то натолкнулся при этом на кирпичи с надписями предшествующих царей. «Эти кирпичи я взял под свою защиту», сообщает Шутрук-Наххунте, «и сохранил имена и титулы (тех правителей), а написанное ими оставил при храме. Затем я велел вписать и своё имя и здесь же замуровать».

## Вторжение в Месопотамию
По всей видимости Шутрук-Наххунте удалось покончить с внутренними неурядицами и объединить под эгидой своей власти всю страну. Спокойная обстановка в государстве позволила ему обратить свой взор на Месопотамию. Его современником был ассирийский царь Ашшур-дан I, при котором Ассирия начала понемногу оправляться от периода частой смены правителей. Вавилония была по-прежнему слаба и Ашшур-дан без особых усилий отвоевал у неё земли в районе Нижнего Заба. Этим поражением вавилонян воспользовались эламиты.
Около 1160 года до н. э. Шутрук-Наххунте вместе со своим старшим сыном Кутир-Наххунте I переправился через Керхе и, пройдя всю область Дер, вступил в Вавилонию. Позднейшие вавилонские записи зафиксировали полные ужасов воспоминания об эламитах, спустившихся «на боевых колесницах, запряженных конями, с гор». Вавилонские правители были умерщвлены; «враждебный эламит подверг ограблению все храмы, присвоил себе их имущество, увёз всё в Элам». От военных сообщений самого Шутрук-Наххунте, к сожалению, до нас дошло очень немного, однако по отдельным сохранившимся фрагментам можно заключить, что эламскими войсками были захвачены несколько сот вавилонских поселений. В самом Вавилоне эламский царь прогнал с трона предпоследнего касситского царя Забаба-шум-иддина и провозгласил своего собственного сына Кутир-Наххунте правителем Вавилонии.
Из столицы Вавилона Шутрук-Наххунте победоносно продолжал своё наступление. «Бог Иншушинак покровительствовал мне. Я разбил Аккаде, я присвоил статую Маништушу и переправил её в Элам». Об этом сообщает надпись Шутрук-Наххунте на статуе Маништусу, вывезенной эламским царём в Сузы. Из Аккада он двинулся в соседний Сиппар: «Бог Иншушинак покровительствовал мне, и я победил Сиппap, я захватил стелу, изображающую Нарам-Суэна, присвоил её и переправил её в Элам, а затем установил её перед моим богом Иншушинаком». Шутрук-Наххунте обложил побежденных огромной данью. Города Вавилонии, надпись на обломке упоминает Дур-Куригальзу, Упи, Дур-Шаррукин, Сиппар должны были наряду с прочей данью раздобыть 120 талантов (около 3600 кг) золота и 480 талантов (14 400 кг) серебра, для тогдашних условий чудовищные суммы. В Сиппаре эламскому царю попал в руки и обелиск со знаменитым кодексом Хаммурапи. Правда, Шутрук-Наххунте приказал 7 из 51 столбца аккадского кодекса стереть, однако сам он не нанёс затем никакой надписи на обелиск.

## Сын эламского царя становится наместником в Вавилонии

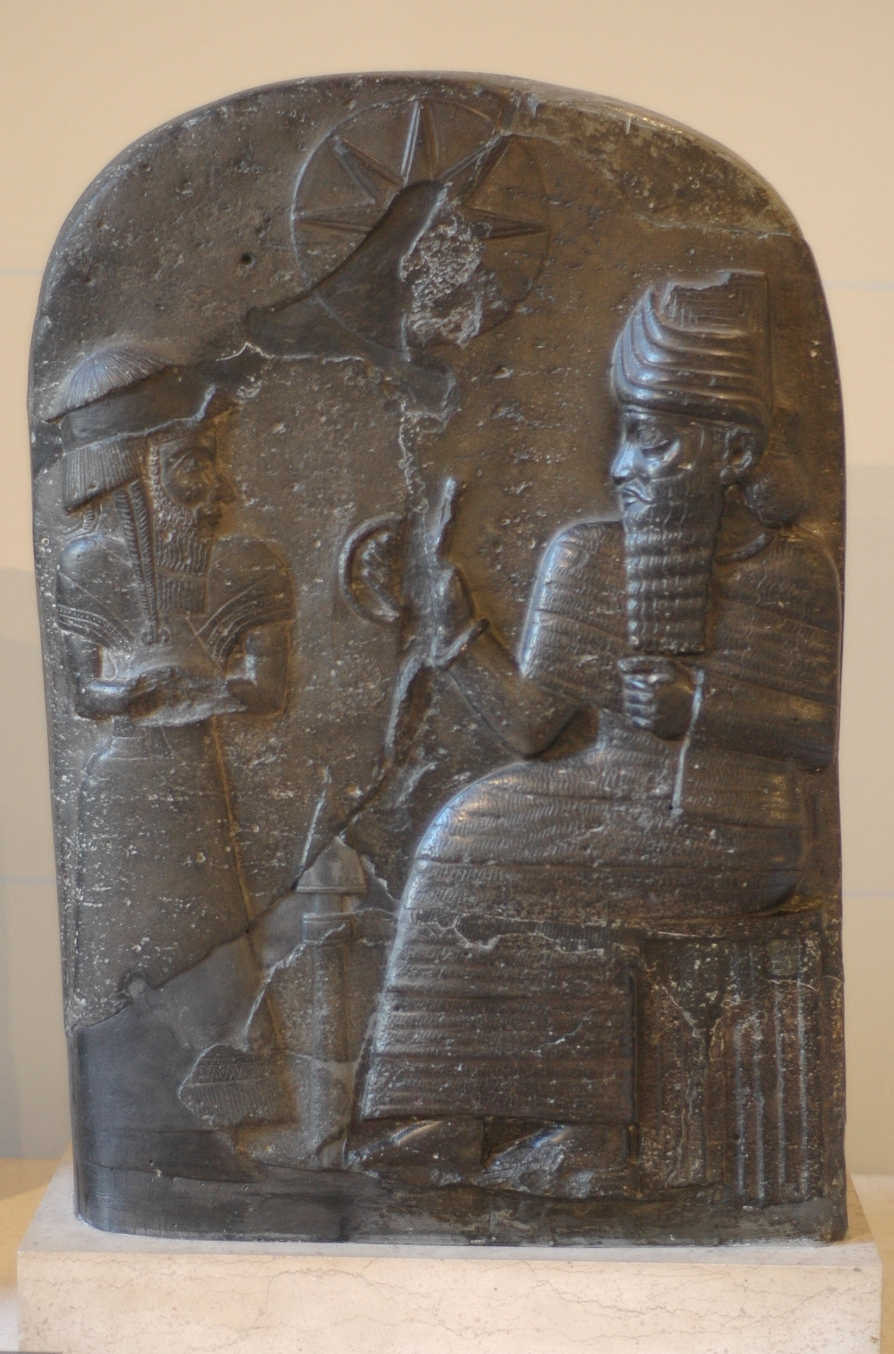
Вавилонская стела, которая была узурпирована Шутрук-Наххунте I и надписана от своего имени. Лувр

После того как Шутрук-Наххунте, очевидно, всё в том же, 1160 году до н. э. вернулся домой, в Сузы, его наследник Кутир-Наххунте ввёл в Вавилонии жестокий эламский режим власти. Так как положение не было ещё устойчивым, он предусмотрительно посадил на трон в Вавилоне кассита Эллиль-надин-аххе, который должен был в качестве вассала Элама позаботиться о соблюдении порядка. Как развивались события в Месопотамии в дальнейшем, становится известно лишь из записей вавилонского царя, выдающегося Навуходоносора I, правившего некоторое время спустя.
Навуходоносор сообщает, что Шутрук-Наххунте передал господство над Вавилонией «своему сыну-первенцу Кутир-Наххунте». «Однако преступления его намного превосходили злодеяния его предков. Он был враждебно настроен к стране Аккад и посадил (в Вавилоне) на трон одного из моих предшественников Эллиль-надин-аххе». Этот последний касситский царь, однако, вскоре восстал против своего эламского повелителя. В течение трёх лет Кутир-Наххунте вынужден был вести борьбу против мятежных вавилонян. Затем в 1157 году до н. э. ему удалось одержать решающую победу. Последний кассит вынужден был отправиться в эламскую ссылку. «Кутир-Наххунте разгневался (на касситов) и, подобно всемирному потопу, смёл всё население из Аккада. Вавилон и другие прославленные очаги культа он превратил в груды развалин. Великого бога Мардука он вынудил сойти с трона своего величия. Народ Шумера и Аккада он угнал в плен в Элам. Эллиль-надин-аххе он также уволок, уничтожил его царство, покончил с его господством. Он назначил наместника, но не вавилонского происхождения, а врага Мардука».
Хотя в 1157 году до н. э. и наступил конец касситскому господству, однако Элам невзирая на это не смог удержать неограниченную власть над Вавилонией. Скорбь и ожесточение населения по поводу эламских зверств, в особенности из-за насильственного увоза статуи Мардука из Вавилона, послужили благоприятной почвой для возникновения сопротивления, воспользовавшись которым вавилонянин Мардук-кабит-аххешу мог основать новую династию в Исине. И, хотя эламиты прилагали все усилия, чтобы отстоять Вавилонию, не раз предпринимая внезапные набеги, однако Эламу всё же не удалось свергнуть II династию Исина. Царь Шутрук-Наххунте через несколько лет после падения касситского господства в Вавилонии, по-видимому, умер около 1155 году до н. э.

## Сыновья
- Кутир-Наххунте I
- Шилхак-Иншушинак
- Шимутникаташ

| Шутрукиды                          |                                     |                              |
| Предшественник: Халлутуш-Иншушинак | царь Элама ок. 1185 — 1155 до н. э. | Преемник: Кутир-Наххунте III |

## Упоминание в искусстве
Шутрук-Наххунте упоминается в фильме Императорский клуб, являясь весьма знаковой, хотя и полностью символической, фигурой сюжета.